# 軒猿 (漫画)
『軒猿』（のきざる）は、薮口黒子による日本の漫画作品。『月刊ヤングジャンプ』（集英社）にて、2008年7月号より最終号（2010年9月号）まで連載、全5巻。
景虎（後の上杉謙信）との幼い頃の約束を糧として生きてきた少年・旭が、軒猿になって、己の感情と「忍び」としての現実に揺れながら、成長していく物語である。

## 登場人物

### 忍び

#### 軒猿
長尾景虎の忍び衆。軒猿には、春日山城内で正体を隠して生活し、いつでもすぐに景虎の元に行けるようにする「春日山城番」と、越後を囲む各国境の人や物の出入りや動きなどを長期に渡って監視する「国境番」がある。
旭（あさひ）
本編の主人公。「耳疾し」という異常聴力を持つ少年。幼い頃、耳疾しの能力を持つ旭は盗賊に売られ長尾影昌の元で監禁される生活を送っていた。監禁生活に加え虐待などもあった為自身の耳を呪ってちぎろうとするほど精神的に追いつめられていたが、長尾景虎に助けられた。その後、落武者の捕縛をしながら一人で豪雪の越後を過ごし鍛えてきた。その為景虎に対する忠誠心は人一倍強い。しかし忍び・戦の現実を見てもなお己のやり方を通そうとする部分があり、その優しさや甘さゆえに物語序盤は失敗を招くことも少なくなかった。しかし忍びとしての経験を重ねるにつれそういった弱さは改善されていった。
一千（いっせん）
軒猿の棟梁。厳しくも優しく接する旭の保護者的な者。軒猿の不始末を全て「焼き金」で、己の身をもって償っている。その傷を隠すため、体に包帯を巻いている。棟梁の名に恥じぬ実力者であり、特に苦無の腕に優れる。作中では、奇襲を受けた風魔が、苦無が使われたことから、一千の攻撃と認識するシーンもある。
初陣は1542年の長尾為景の葬儀で、当時10歳だった。当時13歳の景虎と、ある約束をする。1548年にはすでに棟梁になっている。崇緑によれば、あの歳で棟梁になったのは一千くらいらしい。
崇緑（たかみどり）
春日山城番の一人。元は町医者とあって、高度な医療技術を持っている。またどこかの領主の主治医でもあったが、仕えていた領主が老衰で死んだのに、毒殺したという濡れ衣を着せられ、処刑待ちの罪人になった。それに目を付けた一千の意向で、軒猿になった。
当初は旭のような優しさを持っていた。初任務時に、人の死などを割り切るために「鬼」になった。
彼はケガのことを「故障」、治療のことを「修理」、死のことを「壊れた」と表現している。
橘（たちばな）
春日山城番の一人。旭が最も親しんでいる。得物は弓矢。妹がいる。
壬上（みかみ）
甲斐番。後に春日山城番になる。非常に軟派な性格で、橘を口説いている。得物は、大道芸で駆使する火薬である。

#### 三ツ者
信玄の手足・耳目となる者たち。
道鬼（どうき）
三ツ者の筆頭。本名は山本勘助入道道鬼。信玄から最も信頼されている。一見すると、ただのひょうきんな老人に見えるが、その実は、一千と互角以上に渡る強者である。その力たるや、片手で旭の骨を折るほどである。
信玄に仕えるまでの32年間は流浪の修行の日々を送った。その知力と武術で、表では信玄の参謀として、裏では自らも前線に立ち、数百名の三ツ者を束ねる筆頭として、表裏ともに信玄を支える大軍師となった。
豊彦（とよひこ）
僧侶の格好した三ツ者。彼の拷問はとても陰惨。得物は錫杖。興味をわいた者には、その者の器を試したくなるという癖がある。
幹（みき）
春日山城下に潜入した三ツ者。旭と同い年位の弟がいる。命を持って旭に「心に刃（=忍び）」を教えた。

#### 風魔
北条配下の忍びたち。郷土相模を愛し、その結束力は非常に強い。それゆえか、徹底した人海戦術を繰り出して、敵の消耗を待つ戦法をとる。
風魔小太郎（ふうま こたろう）
風魔一党の頭目。氏康のことを「ボス」と呼ぶ南蛮人の女性。「風魔の頭は目が光り牙のある巨人」という噂に違わぬ長身である。
道鬼に気づかれずに背後をとるほどの実力者。南蛮刀の使い手で、自身の剛力を合わせれば、木を軽々と真っ二つに出来る。また、手の包帯の中に、鉄拳を仕込んでいる。

### 武士

#### 上杉家
長尾景虎（ながお がけとら）
越後国主。軒猿の主君。後の上杉謙信。背中から足にかけて、毘沙門天の刺青が彫ってある。豪快な性格で、よく大笑いする。大の酒好き。
小島弥太郎（こじま やたろう）
旗本武将。通称は「鬼小島」。景虎が幼い頃から側近をつとめ、主君の信頼も篤い。軒猿のことを知らされている数少ない家臣の一人。
勇猛かつ直情的な性格だが、旭や長親を励ますような一面もある。
河田長親（かわた ながちか）
旗本武将。近江の生まれ。他国出身の新参でありながらも外交を任され、重臣たちからやっかみを受けている。そのためか、新参者は結果を出すことが大事だと考え、軒猿として新参の旭にきつく当たる。
普段は丁寧な言葉づかいをするが、たまにぶっきらぼうな口調になることもある。自身の全てを、景虎に注いでいる。
柿崎景家（かきざき かげいえ）
重臣。筋肉質な巨体と顔を横断する傷が特徴の猛将。長親を嫌っている。関東出兵の際は、周辺を武田側の勢力に囲まれた情勢を懸念する。
弥太郎によれば、血の気が多くて周りが見えないことがあるのだという。
直江実綱（なおえ さねつな）
重臣。関東出兵の際は、動員兵力の不足を懸念する。
穏和な性格らしく、長親を批判する柿崎をたしなめる。

#### 武田家
武田信玄（たけだ しんげん）
甲斐国主。三ッ者の主君。壬上から「海」と評される。寝ている間でも常に何かを思案する調略の鬼。身を削り知恵に変え、魂をしぼり策に変える。そのため、自身の体は、非常に痩せ細っている。
高坂昌信（こうさか まさのぶ）
重臣。鼻から顎までを覆う面のようなものをつけている。信玄の身を案じている。

#### 北条家
北条氏康（ほうじょう うじやす）
小田原北条氏三代当主。風魔の主君。信玄によれば、「天下無双の覇王」と名高く、経済力・政治力・戦力・人望全てを兼ね備えている。すでに当主の座を息子の氏政に譲っているが、未だ隠居する気はない。
北条氏政（ほうじょう うじまさ）
小田原北条氏四代当主。妻の黄梅院にべた惚れしている。やや気弱な面が見られる。
狩野泰光（かのう やすみつ）
重臣。氏政の頼りなさに胃を痛めている。

#### その他の武将
神保長職（じんぼう ながもと）
越中富山城主。元は、景虎配下だったが、信玄に買収された。しかし、内通は露見し、景虎の電撃的な侵攻をまねく。敗色濃厚になった後、道鬼の手引きで富山城を脱出し、増山城へ逃亡した。
長野藤九郎（ながの とうくろう）
上野厩橋城主。景虎の関東出兵以降、上杉・武田・北条の三勢力が入り乱れる情勢に苦悩する。
佐野昌綱（さの まさつな）
下野唐沢山城主。北条の大軍に城を包囲され、自身の首と引き換えに家臣や女子供の助命を乞おうとする。

### その他
杉怨（すぎうら）
飯縄権現の修験者。15年修行を続けている高祖。景虎の修行を取り仕切る。
諏訪（すわ）
飯縄権現の修験者。なぜか旭を憎んでいる。

## 用語
耳疾し（みみとし）
旭が持つ異常聴力。伝説的な存在。視界を閉ざし、呼吸を殺した時、聴力は研ぎ極められる。その聴力は人間の心臓の音まで聞き取り、距離や場所も正確に把握することもできる。
焼き金（やきがね）
軒猿が受ける罰。軒猿は家臣団と違い、軍規や軍法が免除されている分、失態や違反を犯したら、その咎めを受ける。
一千が棟梁になった時、人選や使い方は自由にされている分、その責めを全て一千自身の身で償うようになった。

## 単行本
- 1巻 ISBN 978-4-08-877579-1
- 2巻 ISBN 978-4-08-877664-4
- 3巻 ISBN 978-4-08-877774-0
- 4巻 ISBN 978-4-08-877875-4
- 5巻 ISBN 978-4-08-879056-5